# محفز الإلبان البشري المشيمي
محفز الإلبان البشري المشيمي(HPL)، ويطلق عليه أيضًا الهرمون المشيمائي الإنساني (HCS)، هو هرمون مشيمي متعدد الببتيدات وهو النوع البشري لمحفز الإلبان المشيمي (الهرمون المشيمي)، يُشبه في تركيبه وخصائصه هرمون النمو. يعمل على تعديل الحالة الأيضية للأم خلال فترة الحمل؛ مما يساهم في إمداد الجنين بالطاقة، إضافة إلى خصائصه المضادة للأنسولين. إن محفزالإلبان البشري المشيمي (HPL)، هوهرمون تُفرزه الأرومة الغاذية المخلوية في أثناء الحمل، يٌرمز للمحفز الإلبان البشري المشيمي بواسطة جينات الكروموسوم q17/22-24 التي تم تحديدها عام 1963.

## التركيب
إن الكتلة الجزيئية لمحفز الإلبان البشري المشيمي (HPL) هي 22,125 وتضم سلسلة مُفردة تتكون من 191 وحدة من الأحماض الأمينية، وتربطها روابط ثنائية السلفيد وتقوم بنيتها على 8 حِلزات. تتحدد البنية البلورية لمحفز الإلبان البشري المشيمي بواسطة انعراج الأشعة السينية بدقة تبلغ2.0 Å

## المستويات
يظهرهرمون المحفز الإلبان البشري المشيمي(HPL) في أثناء فترة الحمل ويزداد تركيزه في دم الأم ارتباطًا بنمو الجنين والغشاء المشيمي المُحيط به،  حيث يصل إلى أعلى تركيز5-7 مغ/ لتر وقد يفوق تركيزه في دم الأم عن هذا الحد في حالة وجود أكثر من جنين. ويلاحظ وجود نسبة قليلة من الهرمون إلى الدورة الدموية للجنين ويبلغ عمره النصف بيولوجي ( الحيوي) 15 دقيقة.

## وظائفه الفسيولوجية
يؤثرهرمون محفزالإلبان البشري المشيمي (HPL)على النظام الأيضي لأجهزة الأم الحيوية على نحو الأتي:
- في المقايسة / التحاليل الحيوية يحاكي عملية البرولاكتين ولم يتضح حتى الآن إذا ما كان لهرمون HPL)) دورًا واضحًا في عملية الرضاعة.

### الأيض
- يقلل هرمون  (HPL)حساسية الأم لهرمون الأنسولين؛ مما يرفع مستوى السكر في الدم وفي الوقت ذاته يُقلل من استهلاك الأم للسكر، وتباعًا يُسهم في التغذية الكافية للجنين (تستجيب الأم عن طريق زيادة خلايا بيتا).
- يؤدي الانخفاض الحاد لسكر الدم إلى تحفيز إفراز هذا الهرمون (HPL) الذي يحفزبدوره عمليّة تحليل الدهون وتحرير الأحماض الدهنية التي تعمل كمصدر للوقود في الأجهزة المختلفة للأم الحامل، وتباعًا يُمكن للجنين استهلاك نسبة أكبر من الجلوكوز.
- كما يمكن للكيتونات المكونة من الأحماض الدهنية الحرة عبور المشيمة وانتفاع الجنين بها.

تدعم هذه الدهون الجنين في حالات سوء تغذية الأم الحامل ويُعد هرمون (HPL) هو ناهض قوي لمستقبلات البرولاكتين و ناهض ضعيف لمستقبل هرمون النمو.